# Агваанцэрэнгийн Энхтайван
Агваанцэрэнгийн Энхтайван (монг. Агваанцэрэнгийн Энхтайван) — монгольский композитор, оперный певец (тенор), кинорежиссёр, актёр кино. Народный артист Монголии.

## Биография
Родился в сомоне Баян-Адарга аймака Хэнтий в восточной части Монголии.
В 1980 году окончил педагогический факультет Национального университета в Улан-Батор. Затем до 1985 года учился оперному пению в консерватории в Свердловске.
В 1985—2008 — солист Национальной оперы и балета Улан-Батора, выступал в оперных театрах Монголии и зарубежья.
Выступал в качестве ведущего тенора в 34 мировых классических и традиционных монгольских операх, среди исполненных ролей: Каварадосси в «Тоске» и Калаф в «Турандот» Джакомо Пуччини, Пинкертон в опере Пуччини «Мадам Баттерфляй», Альфредо в «Травиате» Джузеппе Верди и многое другое.
Автор более 370 музыкальных произведений, 20 — для симфонических оркестров, соло для скрипки и виолончели, саундтреков для 3-х фильмов, многих песен и др.
В 1990—1992 годах стал очень популярен на родине, сыграв главную роль Темуджина (Чингисхана) в монгольском фильме «Под вечным небом» («Под властью вечного неба»; монг. "Мөнх тэнгэрийн хүчин дор").
В 2008 как режиссёр снял киноленту «Жемчужина в лесу», к которой также сам написал музыку. Поставил ряд короткометражных и документальных фильмов, таких как «Моя гора Хан-Хэнтий» в 2003 году, «Дети Чингисхана» в 2004 году и др.
В 2009 году за заслуги в развитии искусства страны стал Народным артистом Монголии.
В 2014 году открылась первая в Монголии галерея восковых фигур «Чингисхан», в которой экспонируются 13 восковых фигур видных монгольских деятелей XIII века, выполненных на самом высоком уровне, ничем не уступающих экспонатам музея мадам Тюссо, в том числе Чингисхана. Агваанцэрэнгийн Энхтайван стал моделью для его восковой фигуры.